# Gyula Krúdy
Gyula Krúdy, född 21 oktober 1878 i Nyíregyháza, död 12 maj 1933 i Budapest, var en ungersk journalist och författare.
Krúdy författade en mängd populära noveller och romaner, bland annat Diákkisasszonyok (Studentskor, 1905) och A vörös póstakocsi (Den röda postvagnen, 1913).